# Mario Schimberni
Mario Schimberni (Roma, 10 marzo 1923 – Parigi, 17 maggio 2001) è stato un imprenditore e dirigente d'azienda italiano, precursore in Italia di una più moderna idea di capitalismo, quello delle public company.

## Biografia

### I primi anni e l’amicizia con Cesare Romiti
Mario Schimberni nasce a Roma da un'umile famiglia del rione Monti. Suo padre faceva il barbiere in via dei Serpenti e sua madre la sarta. Tenendo fede agli insegnamenti paterni («un libro vale più di una pagnotta»), Schimberni si applica con grande impegno agli studi scolastici. Sui banchi di scuola conosce Cesare Romiti .
Entrambi romani ed entrambi di famiglie di modesta condizione i due, da ragazzi, sono amici. Sono compagni di classe alle medie inferiori alla "Leonardo da Vinci" mentre alle superiori frequentano, sempre nello stesso istituto, sezioni diverse. Poi si iscrivono entrambi alla facoltà di economia e commercio. 
Schimberni si laurea con il massimo dei voti e rimane all'Università di Roma per nove anni come assistente alla cattedra di Tecnica industriale e commerciale. Si sposa giovane, con Angela Peppicelli e Romiti sarà il padrino di battesimo del suo primogenito.

### Carriera di dirigente d’azienda
Successivamente, Schimberni entra al Credito Italiano, che lascia presto per il Cementificio dell’Isonzo e poi per l’INAM (Istituto nazionale per l'assicurazione contro le malattie). Infine, nel 1947, approda alla Bombrini Parodi Delfino, la principale azienda privata del centro sud, produttrice di insetticidi, detersivi, carrozze ferroviarie, munizioni ed esplosivi. 
Qui Schimberni ritrova Cesare Romiti, assunto lo stesso anno. Quando la direzione generale viene divisa, Schimberni diventa direttore dell'amministrazione e del controllo di gestione e Romiti direttore della finanza. Nel 1968 viene deciso in gran segreto di fondere la Bombrini con la Snia Viscosa. Se ne occupa in particolare Romiti, che spesso si reca anche a Milano negli uffici di Mediobanca dove conosce Enrico Cuccia. Schimberni, che conosceva Cuccia già da prima, è però lasciato all'oscuro della trattativa e scopre della fusione solo sui giornali. Tra lui e Romiti è la rottura. In ogni caso, nel 1970 Cuccia consente a Schimberni di divenire direttore generale della Snia Viscosa e poi amministratore delegato. Nell'aprile del 1977, è vicepresidente della Montedison ed il 24 aprile 1980 ne assume la presidenza. 
Nel 1983 Romiti, divenuto amministratore delegato della FIAT, gli fa un altro sgarbo. Acquista in gran fretta, e senza dire nulla a Gianni Agnelli, Palazzo Grassi di Venezia portando via l'affare a Schimberni, che credeva di averlo già concluso.

### La scalata di Bi-Invest
La "vendetta" di Schimberni si consumerà anni dopo. Nel 1985 architetta un'operazione a dir poco temeraria: prendere il controllo della Bi-Invest grazie a una scalata in Borsa compiuta da un finanziere molto abile, Francesco Micheli. La Bi-Invest era nata dalla fusione della finanziaria Invest con la Beni Immobili Italia, ed era considerata la "cassaforte" dell'impero finanziario dell'imprenditrice Anna Bonomi Bolchini, all'epoca gestito dal figlio Carlo Bonomi.
L'operazione destabilizza il sistema di potere tradizionale del capitalismo italiano, facendo irritare Gianni Agnelli e, naturalmente, anche Romiti. Nell'irritazione di Romiti ha un peso rilevante l'aspetto psicologico: il fatto che sia stato proprio Schimberni a dimostrare di essere stato più abile e spregiudicato.
L'operazione Bi-Invest si conclude al costo di 320 miliardi. Cuccia non si oppone. Ma Schimberni, detto l'"omino in grigio" per il colore immutabile dei suoi abiti, non si ferma. Nell'estate del 1986, parte alla conquista della Fondiaria Assicurazioni . Montedison sale dal 25 al 37% della compagnia assicurativa fiorentina, da sempre fiore all'occhiello di Mediobanca, di cui Enrico Cuccia è Presidente. Uno "sgarro" che stavolta il gotha del capitalismo italiano non digerisce, e che Gianni Agnelli bolla con la celebre battuta: «Bi-Invest humanum, Fondiaria diabolicum».

### Il progetto di una Montedison ad azionariato diffuso
A questo punto Schimberni gioca tutte le sue carte in un progetto nuovo per l’Italia: la trasformazione della Montedison in una Società ad azionariato diffuso (public company). Questo lo porta rapidamente in rotta di collisione anche con Cuccia.
Schimberni espone chiaramente il suo disegno in un’intervista del 30 aprile 1986 a Il Sole 24 Ore. La Montedison sarebbe divenuta una società a proprietà diffusa con il capitale fortemente frazionato tra investitori istituzionali e azionisti privati, non interessati a partecipare direttamente alla gestione della stessa.
L'idea di Schimberni di fare del colosso chimico italiano una grande public company è però l'opposto del disegno perseguito da Cuccia, che abbandona il suo pupillo. 
Nel 1987, il finanziere romano porta il fatturato di Montedison a 13 791 miliardi di lire e l'utile netto a 566 miliardi di lire di utile (il valore più alto mai registrato) contro gli 830 miliardi di perdita del 1982, anche grazie alla vendita a Eni di alcuni impianti, che ha portato nella compagnia chimica 400 miliardi di lire. L'indebitamento, tuttavia, sale, fino a quota 7.800 miliardi.
Anche per gli attriti di cui sopra, i maggiori soci escono progressivamente dall'azionariato, mentre vi entrano gruppi emergenti come Varasi (vernici), la Inghirami (abbigliamento), la Maltauro (costruzioni) ed il gruppo Ferruzzi (agroalimentare) guidato da Raul Gardini. Quest'ultimo, con il benestare di Enrico Cuccia che vuole riconquistare il controllo della società petrolchimica, viene ad assumere una posizione predominante tramite gli acquisti in Borsa. Alla fine del 1987 detiene più del 40% del capitale, diventando il socio di comando. A dicembre, l'"omino in grigio" lascia il vertice del gruppo.

### Commissario straordinario delle FS. Ultimi anni
Nel 1988 Schimberni accetta di diventare Commissario straordinario delle Ferrovie dello Stato. Sono gli anni degli scandali e degli sprechi della precedente gestione di Lodovico Ligato. Schimberni sostiene l'idea di un’azienda ferroviaria con il conto economico in ordine e impone una "cura dimagrante". Ferma gli investimenti e blocca il progetto dell'alta velocità ferroviaria. Si scontra spesso con il potere politico. Quando, nel 1990, il suo programma viene bocciato dal Parlamento, Schimberni si dimette".
Successivamente è amministratore delegato della Armando Curcio Editore, che rileva tramite la Fincentro. Alla casa editrice è impresso un nuovo corso orientato verso l'editoria multimediale, con un aumento del fatturato ma anche con un impegno sempre più gravoso sul fronte finanziario al punto da finire nel 1993 in amministrazione controllata e, dopo nove mesi, in fallimento (21 febbraio 1994). Schimberni è poi implicato per falso in bilancio nel caso dei fondi neri Enimont", da cui è prosciolto per intervenuta prescrizione.
Muore a Parigi, il 17 maggio 2001, dopo lunga malattia.